# Free at Last (chanson)
 (octobre 2018).
Pour les articles homonymes, voir Free at Last.
Free at Last est une chanson traditionnelle de style Negro Spiritual, connue depuis le début du XXe siècle.

## Histoire

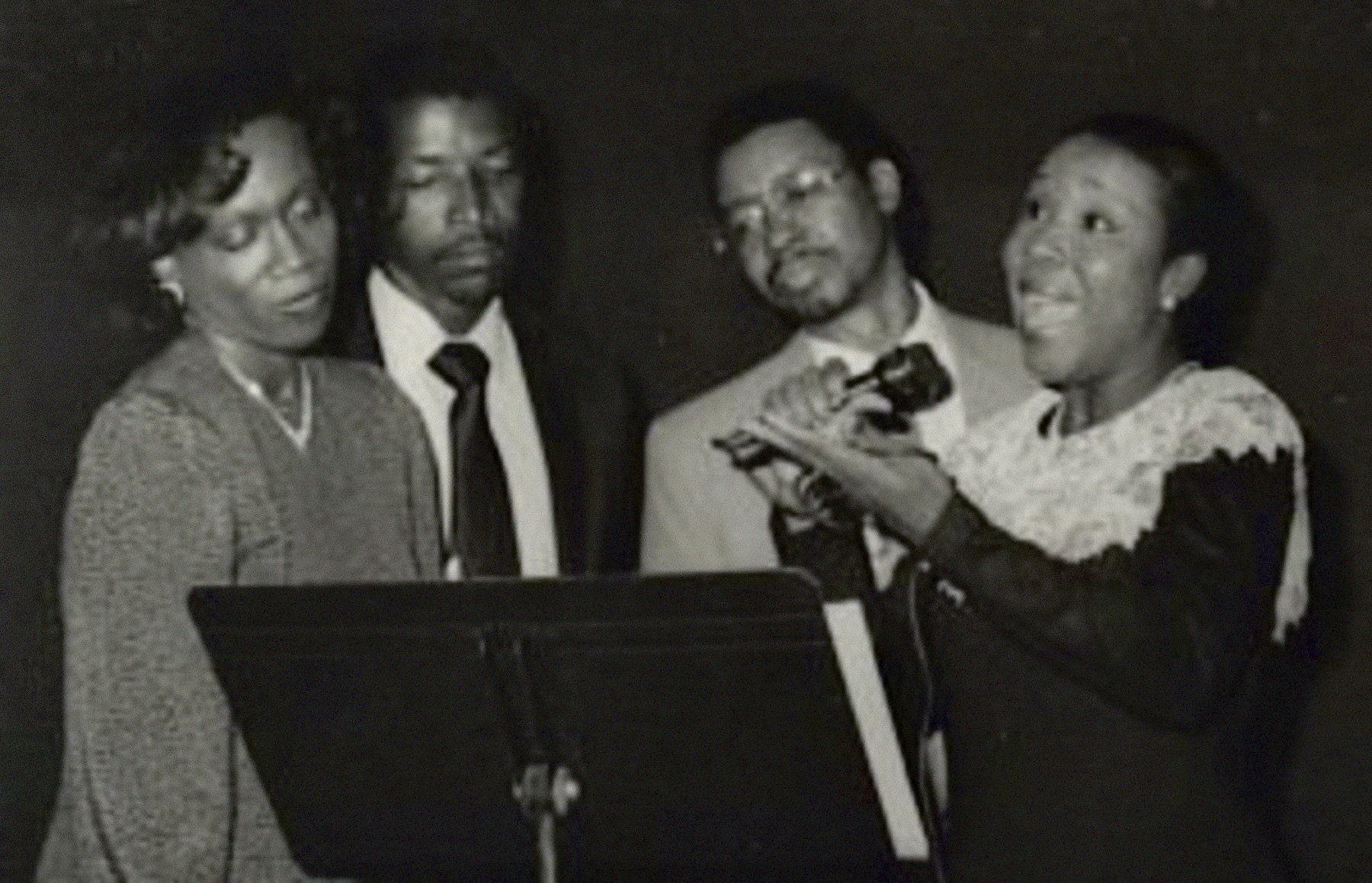
Chanteurs de Negro-Spiritual

Son origine précise reste indéterminée, mais date probablement de la fin du XIXe siècle. Le plus ancien exemple de cette chanson (1907) a été documenté par le collecteur afro-américain John Wesley Work, Jr. (également connu sous le nom de J. W. Work, II). Ce spiritual a été évangélisé, c’est-à-dire chanté dans un style évangélique,,.
La chanson semble posséder un double sens : la libération spirituelle, par le biais de la foi chrétienne, mais aussi la libération sociale, de l'esclavage dans un premier temps, puis de la ségrégation.

## Influence

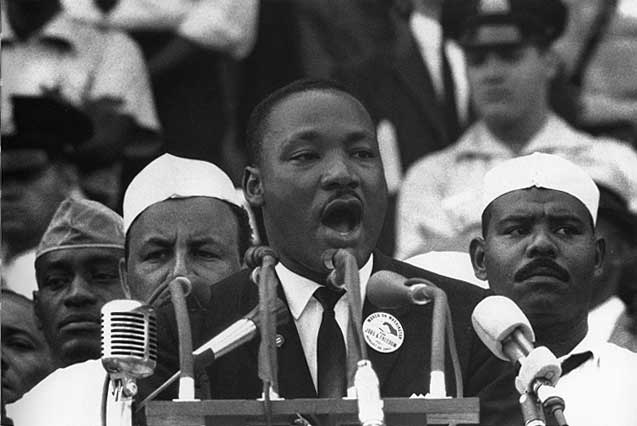
Martin Luther King

Les mots Free at last! Free at last!/Thank God Almighty, we are free at last! (Enfin libres ! Enfin libres ! / Merci Dieu Tout Puissant, nous sommes enfin libres !) ont été popularisés par le révérend Martin Luther King, Jr. à la fin de son discours intitulé I have a dream (J'ai un rêve) qu'il a prononcé lors de la marche de 1963 à Washington. 
Dans ce discours, Martin Luther King, Jr. a qualifié Free At Last de « vieux Negro spiritual ».